# Tony Dorigo
Anthony Robert "Tony" Dorigo (født 31. december 1965 i Melbourne, Australien) er en tidligere engelsk fodboldspiller, der spillede som venstre back. Han var på klubplan tilknyttet Aston Villa, Chelsea, Leeds, Derby County og Stoke i England, og havde også et kortvarigt ophold i italienske Torino. 
Dorigo blev desuden noteret for 15 kampe for Englands landshold. Han deltog ved EM i 1988, VM i 1990 og EM i 1992.